# Goethestraße (Schwerin)

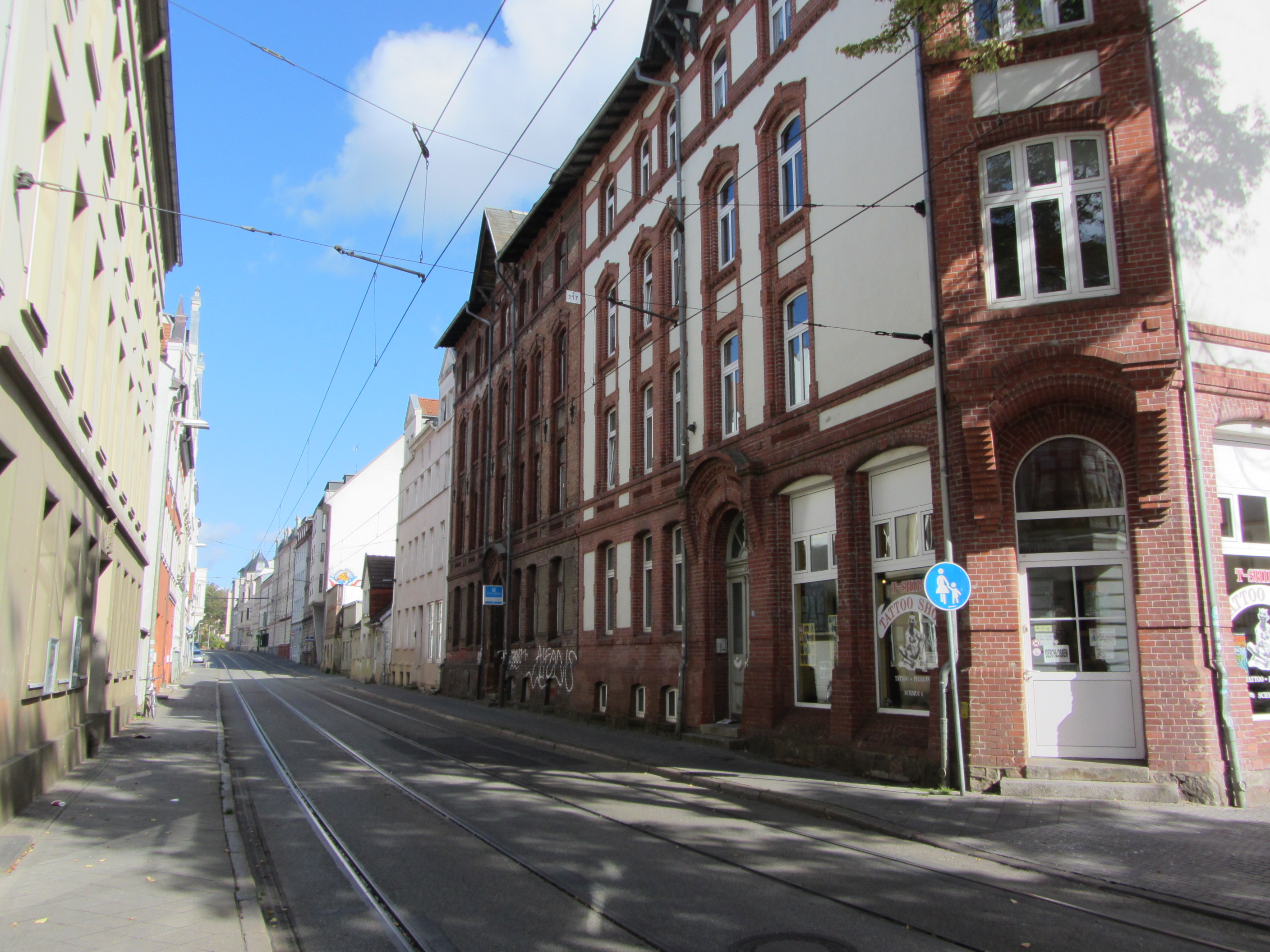
Ab Nr. 15, Nordblick

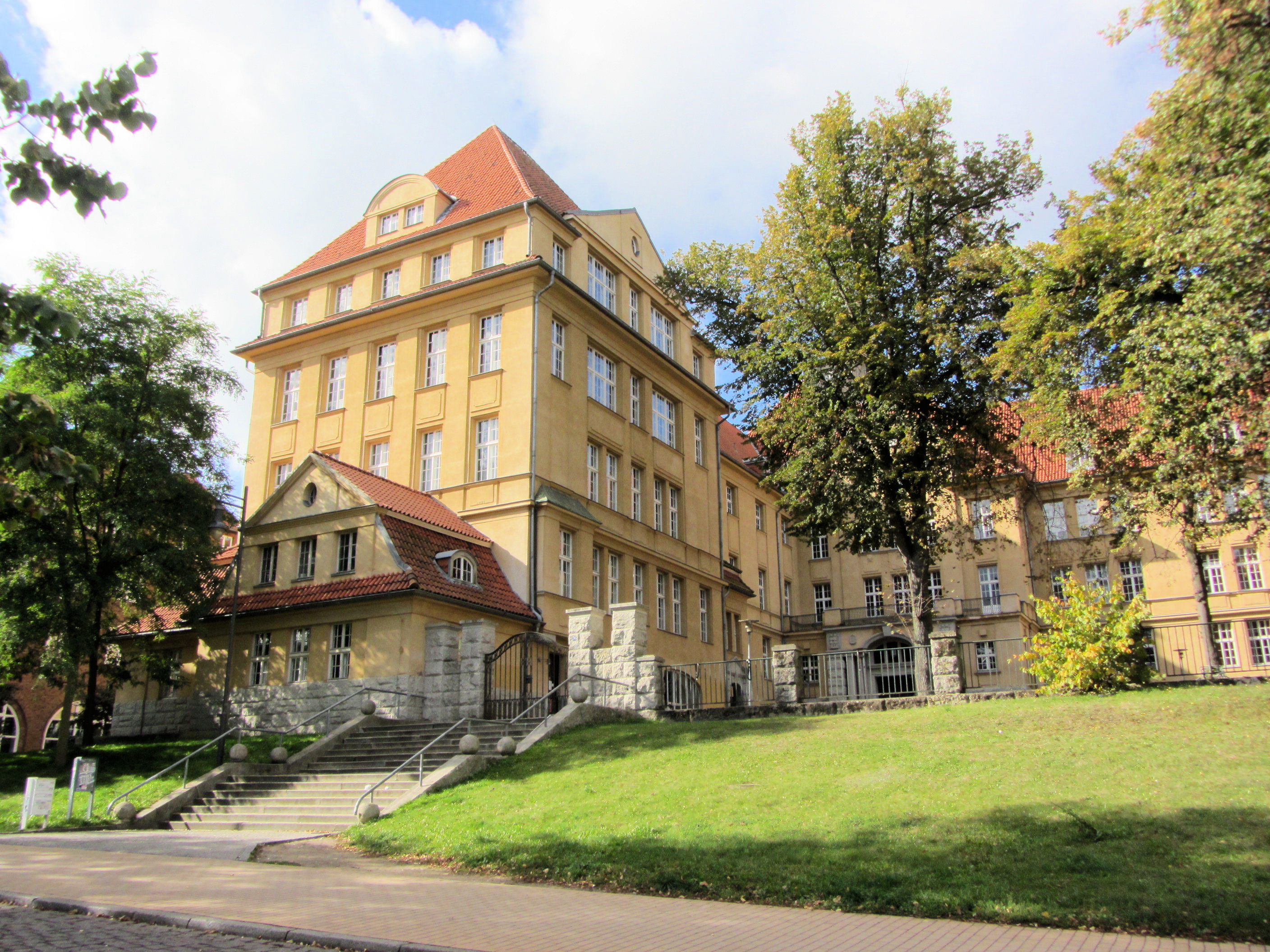
Fridericianum Schwerin

Die Goethestraße ist eine 750 Meter lange Hauptstraße in Schwerin, Stadtteile Altstadt und Feldstadt. Sie führt in Süd-Nord-Richtung vom Ostorfer Ufer / Platz der Jugend / Graf-Schack-Allee zum Marienplatz und zur Schloßstraße im Zentrum von Schwerin.

## Nebenstraßen
Die Neben- und Anschlussstraßen wurden benannt als Ostorfer Ufer nach dem Ostorfer See, Graf-Schack-Allee nach dem Dichter, Jurist und Diplomat Adolf Friedrich von Schack (1815–1894), Platz der Jugend nach 1949 (früher Strempelplatz), Hermannstraße, Schäferstraße, Wallstraße nach der westlichen Zollgrenze mit Torhäusern der Stadt, Heinrich-Mann-Straße nach dem Schriftsteller, Lobedanzgang nach dem Politiker (DDP, CDU der DDR) und Präsidenten der Länderkammer der DDR Reinhold Lobedanz (1880–1955), Geschwister-Scholl-Straße nach den Widerstandskämpfern, Schloßstraße nach dem Schweriner Schloss (früher Burgstraße, die zur Burganlage von 1160 führte) und Marienplatz nach der Herzogin Marie zu Mecklenburg (1803–1862) (früher Kuhhof, Platz vor dem Armenfriedhof und Platz vor dem Mühlentor).

## Geschichte

### Name
Die Straße wurde benannt nach dem Dichter Johann Wolfgang von Goethe (1749–1832). Bedeutende Werke von ihm sind u. a.: Die Leiden des jungen Werthers, Clavigo, Götz von Berlichingen, Egmont, Faust, Iphigenie auf Tauris, Hermann und Dorothea, Wilhelm Meister und Goethes Lyrik.
Zuvor hieß sie Steindamm (18. Jh.) sowie Hoher Steindamm und Totendamm, dann im 18. Jahrhundert bis 1938 Rostocker Straße und bis 1945 Adolf-Hitler-Straße.

### Entwicklung

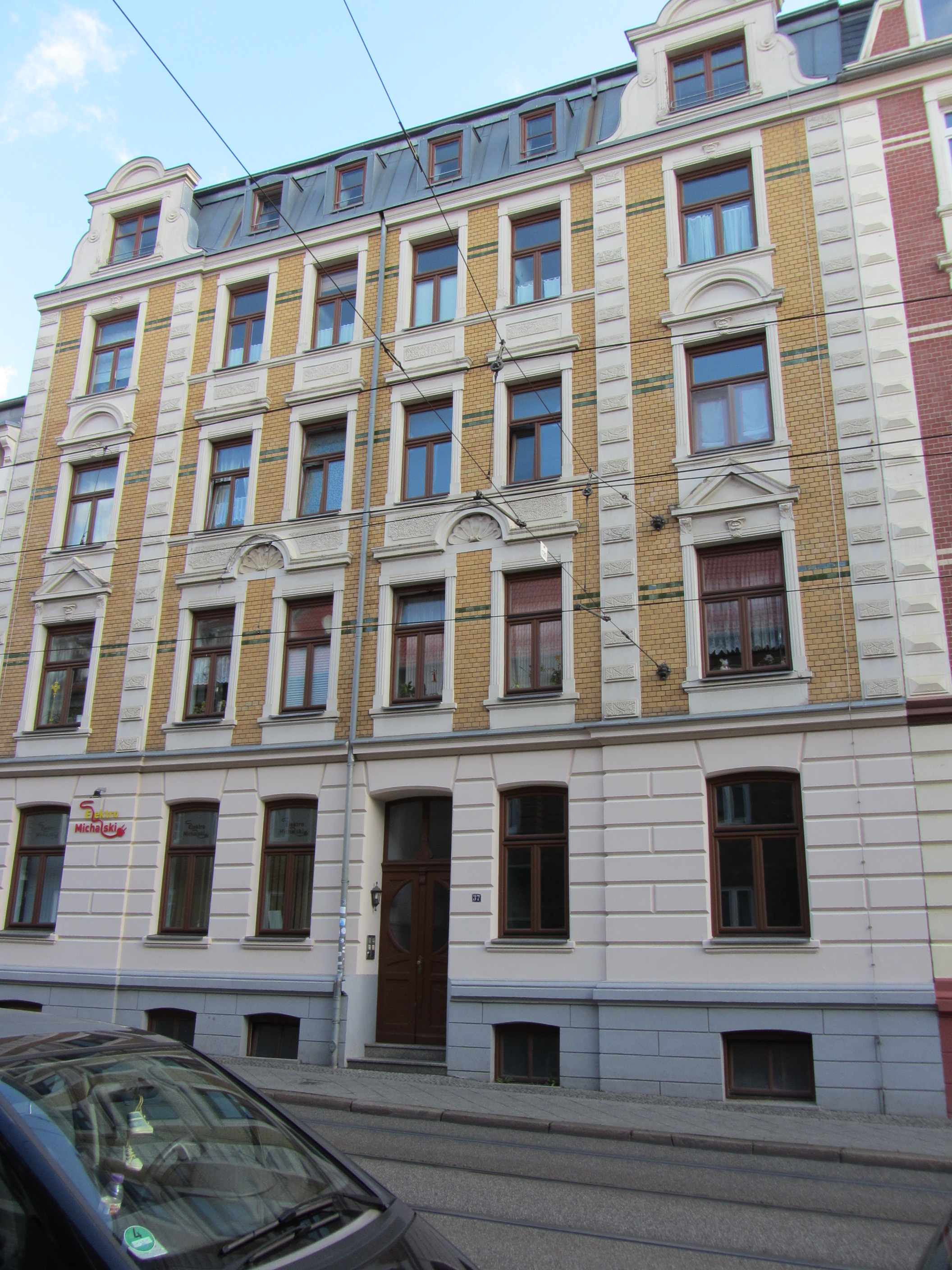
Nr. 37

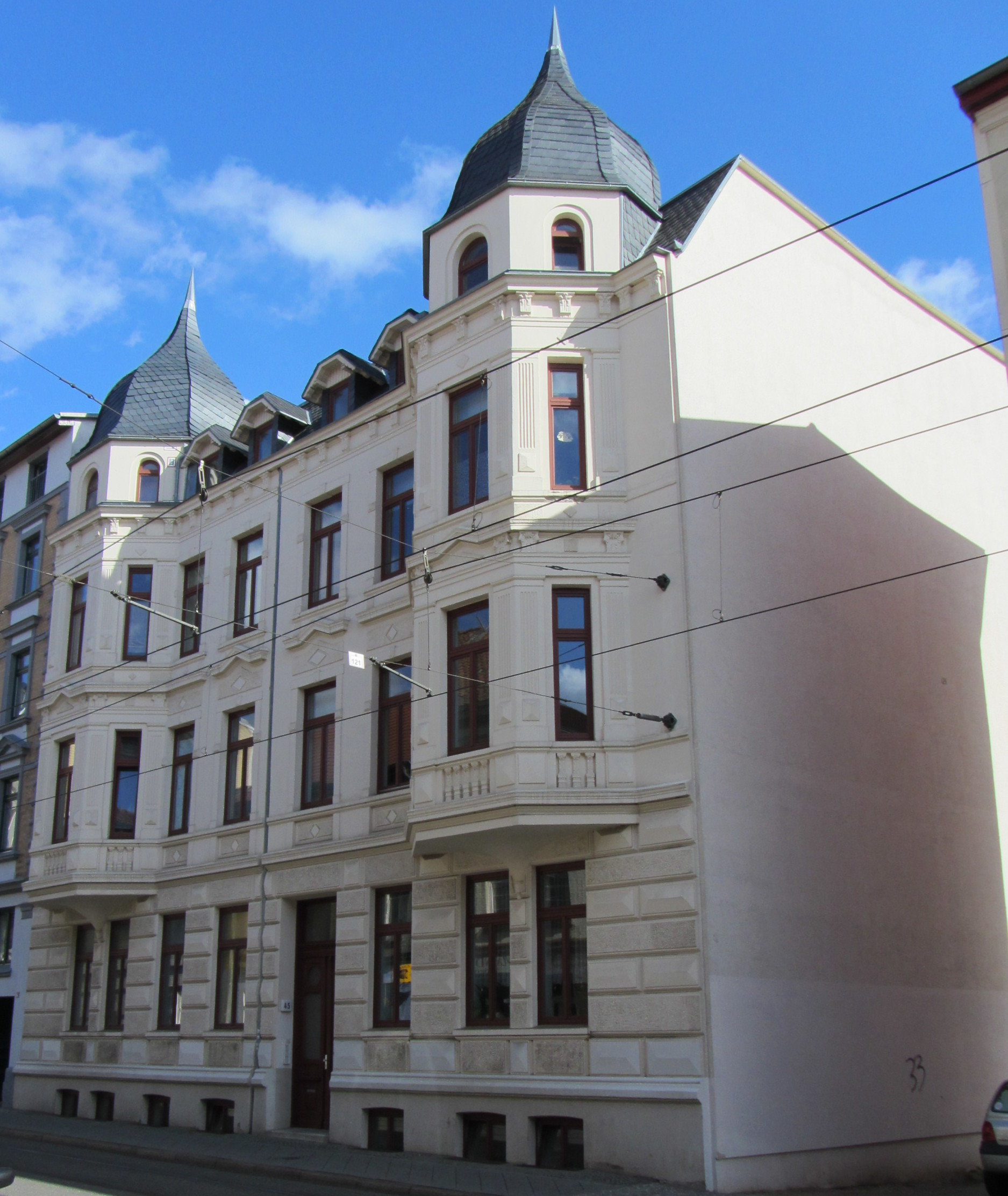
Nr. 45

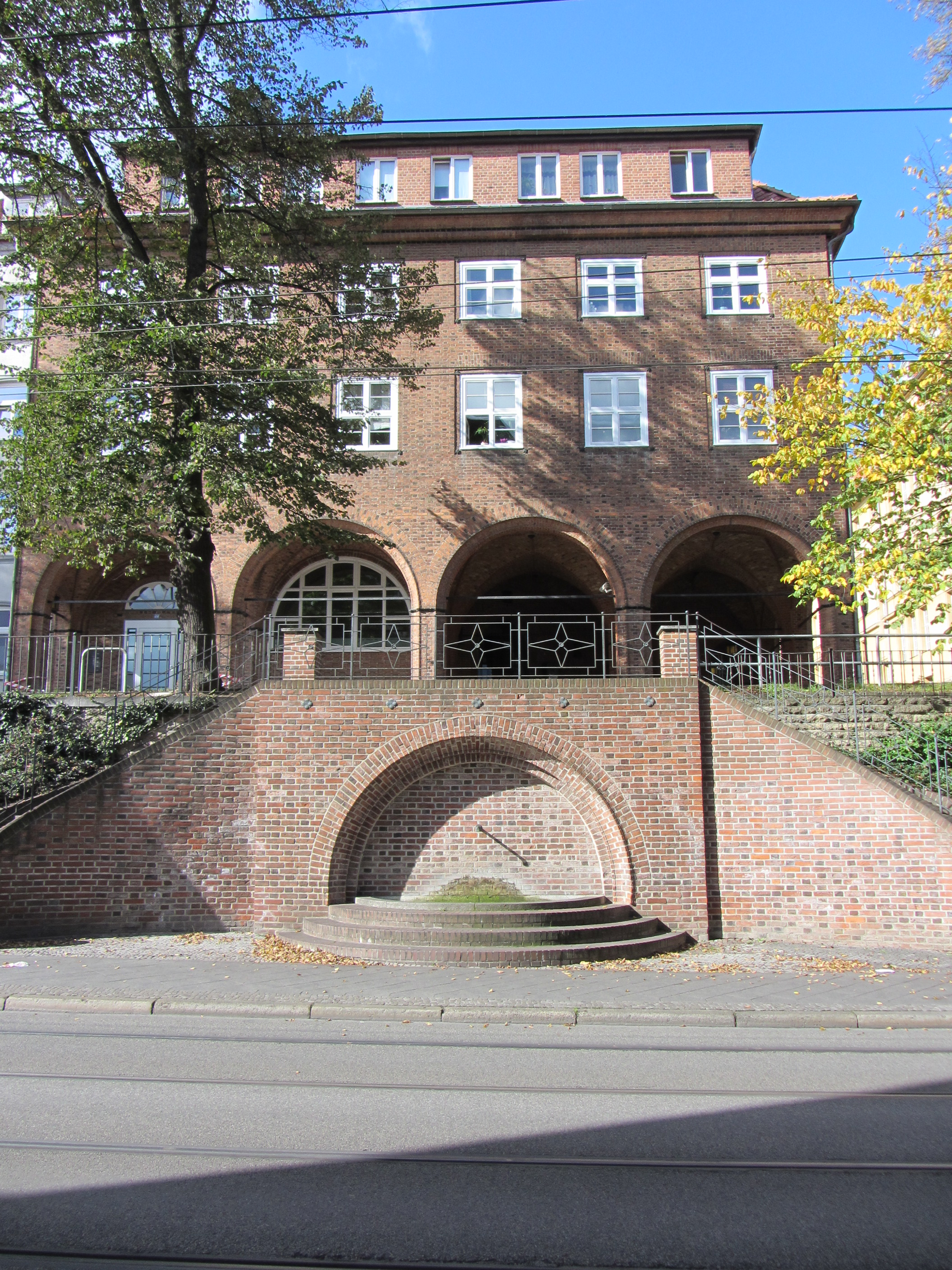
Nr. 70/72, Bank und Brunnen

Nachdem 1837 Großherzog Paul Friedrich den herzoglichen Hof von Ludwigslust nach Schwerin verlegt hatte, erweiterte sich die Stadt nach Plänen von Hofbaumeister Georg Adolf Demmler auch nach Süden und Westen; die Feldstadt erweiterte sich und wurde 1840/41 als Vorstadt in das Stadtgebiet einbezogen. 1844 entstand die Berliner Torhäuser am Platz der Jugend nach Plänen von Demmler.
Der Domfriedhof Schwerin befand sich von 1779 bis um 1863 nahe der Altstadt an der Straße, bis dann der Alte Friedhof in der heutigen Weststadt entstand. 1863 wurde eine Lindenreihe in der Rostocker Straße (Goethestraße) an der Seeke gepflanzt.
Die Goethestraße ist von Nr. 52 bis 94 auf 350 m zweigeteilt. Hier zweigt sie in den Totendamm ab, von 1786 bis 1862 der Zugang zum Domfriedhof. Drei Treppenanlagen und die Rampe führen zum höheren Straßenbereich.
Das ehem. Lyzeum Schwerin entstand 1914 auf dem früheren Domfriedhof. Daraus wurde das Gymnasium Fridericianum Schwerin, kurz Fritz genannt. 1923 baute die Reichsbank ihre Filiale in Schwerin (Nr. 70/72). In den 1930er Jahren wurde ein Teil der Bebauung abgerissen und durch einheitliche Backsteingebäude ersetzt. Die Absicht, Ende der 1980er Jahre weitere Häuser abzureißen, wurde nicht mehr realisiert.
Nach der Wende wurde die Feldstadt 1991 in das Programm der Städtebauförderung aufgenommen und bis 2012 gründlich saniert. Von 2007 bis 2009 fand die Erneuerung des Platzes der Jugend statt.

### Verkehr
Verkehrlich wird die Straße durch die Straßenbahnlinien 1, 2 und 4 der Nahverkehr Schwerin GmbH (NVS) erschlossen. Am nahen Marienplatz sind die Haltestellen der Straßenbahnlinien 1, 2 und 4 sowie die Buslinien 5, 7, 10, 12, 14 und 19.
Seit 1881 fuhr die alte Pferdebahn und seit 1908 die elektrische Straßenbahnlinie 3 vom Bahnhof via Marienplatz durch die Straße bis zur Ausflugsgaststätte Schweizerhaus im südlichen Schweriner Schlossgarten. 1921/25 wurde diese Linie nach Zippendorf verlängert. Die Netzerweiterungen zum Großen Dreesch entstanden 1974. Durch eine Brücke über die Bahngleise mit dem Haltepunkt Schwerin-Mitte in der Höhe Lobedanzgang wurde ein Bahnanschluss für die Straße erreicht und die Paulsstadt besser erreichbar.

## Gebäude, Anlagen (Auswahl)

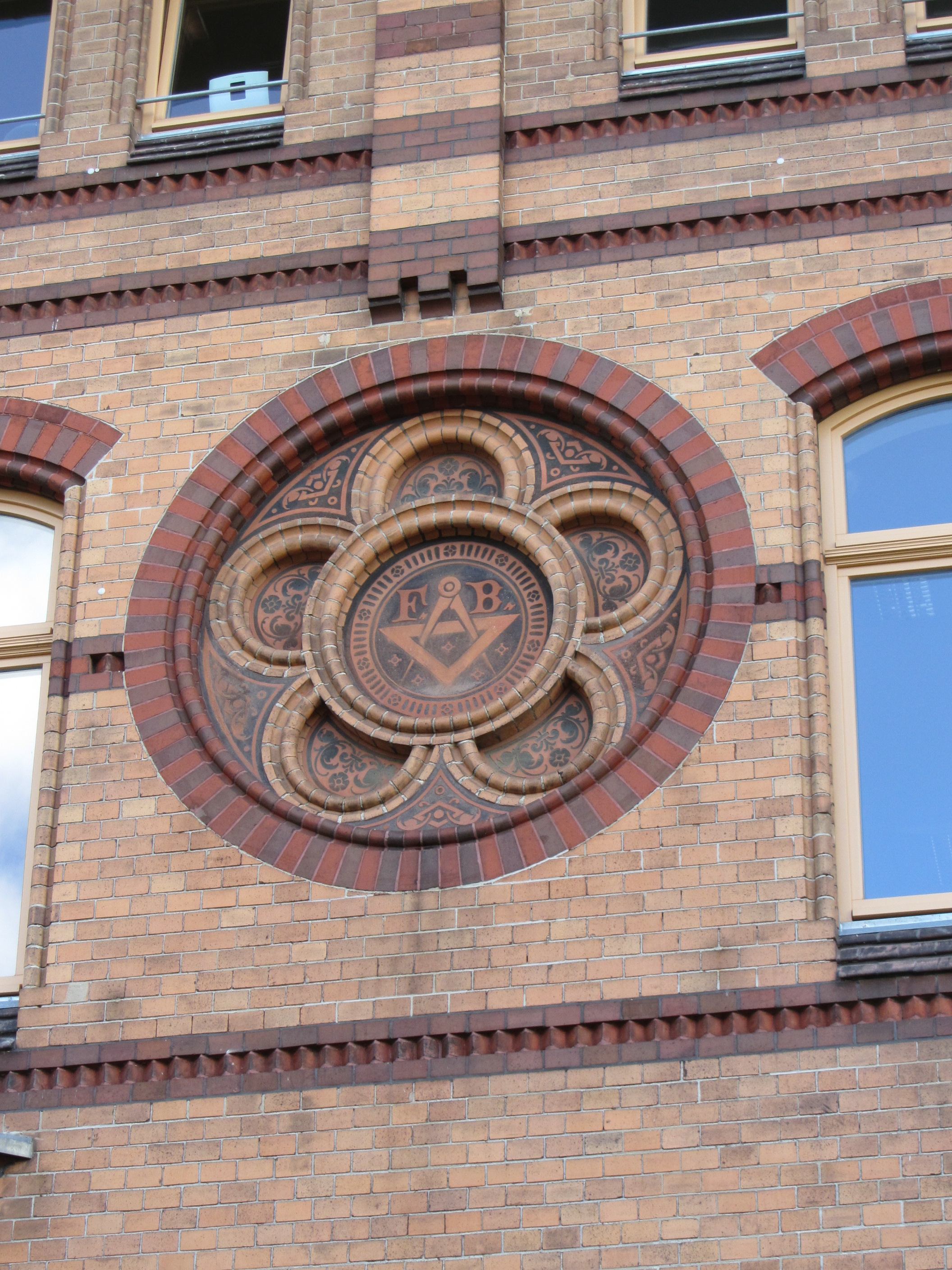
Nr. 1: Ornament an der Fassade mit den Initialen des Hofzimmermeisters Friedrich Bockholdt

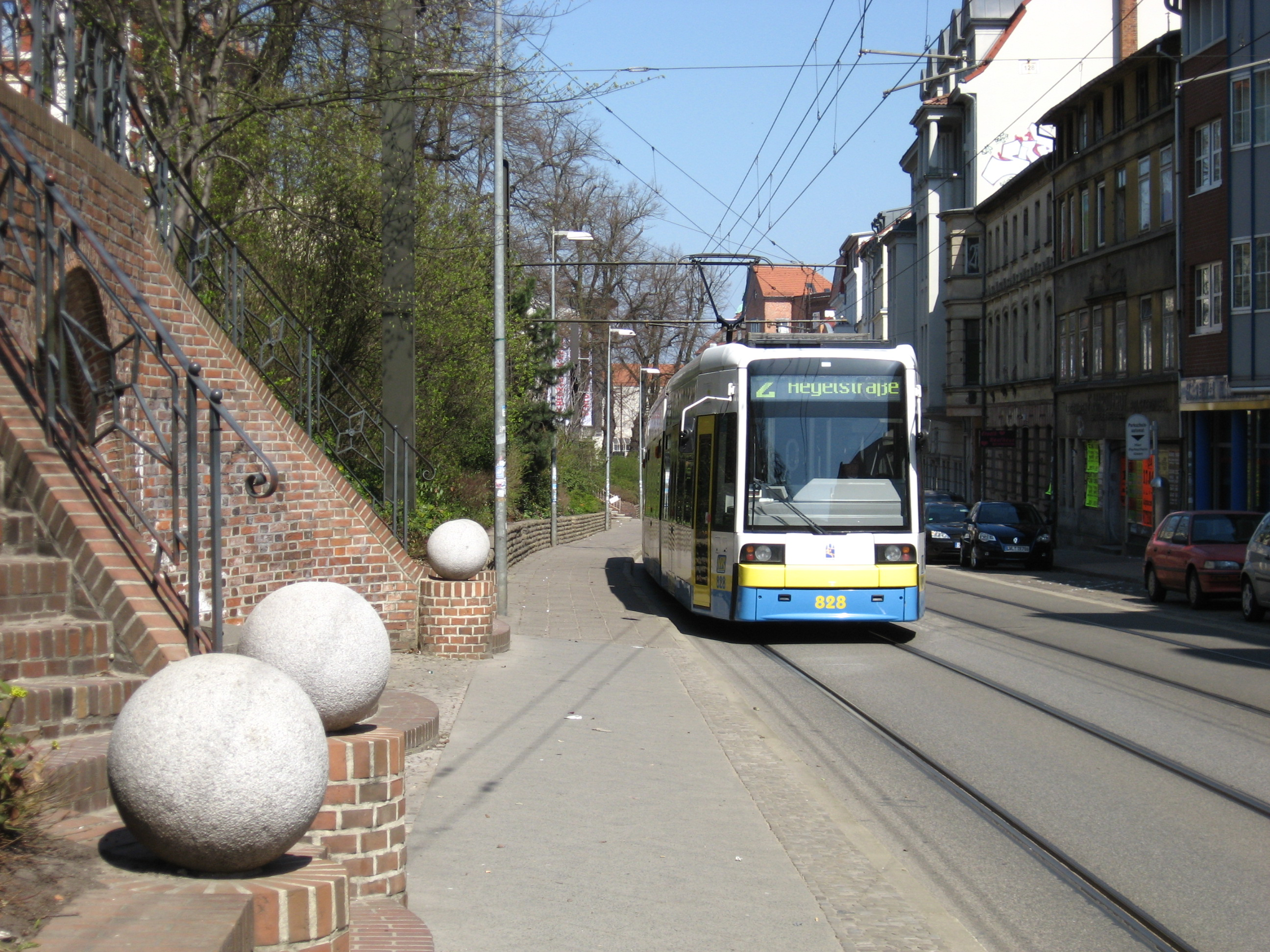
Linie 4

An der Straße stehen zumeist zwei- bis viergeschossige Gebäude, viele im Stil des Historismus und der Gründerzeit. Die mit (D) gekennzeichneten Häuser stehen unter Denkmalschutz. 2011 wurde u. a. Goethestraße Nr. 1 bis 17 und der Platz der Jugend auch als Ensemble Südliche Feldstadt unter Denkmalschutz gestellt.
- Nr. 1: 2-gesch. gelb verklinkertes Wohn- und Geschäftshaus im Stil der Neorenaissance wurde 1894/95 gebaut als Villa (D) nach Plänen von Landbaumeister Gustav Hamann für den Hofzimmermeister Friedrich Bockholdt (FB); Fassade mit einem Relief und der Rosette mit Freimaurermotiv; nach 1948 Kulturamt Schwerin, heute Wohnungen und Institut für Schlafmedizin und Medizinische Forschung
- Nr. 2: 3-gesch. Wohn- und Geschäftshaus mit 4-gesch. Ecktürmchen
- Nr. 12: 3-gesch. Wohnhaus: Geburtshaus vom Flugzeugkonstrukteur Ludwig Bölkow (1912–2003)
- Nr. 15: 4-gesch. verputztes Wohneckhaus mit Geschäft und prägender Eckausbildung
- Nr. 16: 3-gesch. Gebäude mit Mezzaningeschoss
- Nr. 17: 4-gesch. verklinkertes Wohnhaus mit Giebelrisalit
- Nr. 22/24: 4-gesch. verputztes Wohnhaus mit zwei seitl. Giebelrisaliten
- Nr. 28: 1-gesch. Wohnhaus (D) mit 2-gesch. Giebelrisalit
- Nr. 30: 4-gesch. verputztes Wohnhaus mit markanter Eckausbildung; von 1993 bis 1996 Sitz des Stadtteilbüros der Feldstadt
- Nr. 31: 4-gesch. verklinkertes Wohnhaus mit verputztem Erdgeschoss
- Nr. 35 und 37: Zwei 4-gesch. verklinkerte Wohnhäuser mit je zwei seitl. Giebelrisaliten
- Nr. 39: 3-gesch. neoklassizistisches Gebäude von 1860 (D) zunächst Flachbau für eine Töpferwerkstatt, 1870 Aufstockung mit Mezzaningeschoss und mit Gastraum, Vereinsraum sowie Anbau mit Elefantensaal, Stuckarbeiten und Malereien mit Elefantenmotiven, 1884 bis 1895 Tabak- und Zigarrenfabrik, 1896 Feldmanns Restaurant mit Pensionsbetrieb und Anbau eines Tanz- und Konzertsaals, 1995/98er saniert als Hotel und Restaurant Elefant
- Nr. 40: Hier Wohnte von 1891 bis 1902 der Komponist August Reckling (1843–1922)
- Nr. 41c: Hier wohnte um 1927 der Maler Georg Schütz (1875–1945)
- Nr. 45: 3-gesch. verputztes Wohnhaus (D) mit zwei markanten 4-gesch. Erkertürmchen mit Glockenhauben
- Nr. 52: 3-gesch. verputztes Wohnhaus, errichtet 1888 vom königlichen Hofsteinmetzmeister Carl Schäfer Inhaber der Fa. Granitwerke C. Schäfer & Sohn
- Nr. 61 / Ecke Heinrich-Mann-Straße: 4-gesch. neueres Wohn-, Büro- und Geschäftshaus Schlossblick mit markanter Eckausbildung durch ein 5-gesch. achteckiges Türmchen
- Nr. 62: 4-gesch. verklinkertes Wohnhaus
- Nr. 65: 4-gesch. Wohnhaus mit Stilelementen der Belle Epoque (Jugendstil)
- Nr. 70/72: 3-gesch. verklinkertes Bankgebäude Goethestraße von 1923 im Stil der 1920er Jahre (D) mit großen Arkaden als Reichsbankstelle Schwerin nach Plänen vom Reichsbank-Baubüro Berlin; heute Wohnhaus mit Filiale der Bundesbank
- Brunnen mit Mauer und Treppenanlage (D) (gegenüber Nr. 71/73)
- Einmündung Geschwister-Scholl-Straße: Öffentliche Bedürfnisanstalt am Totendamm von 1927 (D) mit Mauer und Treppenanlage nach Plänen von Stadtbaurat Andreas Hamann (1884–1955)
- Nr. 73: 4-gesch. Wohn- und Geschäftshaus (D) mit zwei Erkerrisaliten und mit Stilelementen des Jugendstils; Sitz des Landesjugendringes MV
- Nr. 74: 3- bis 5-gesch. ehem. Lyzeum Schwerin von 1914 (D) mit Freiflächen auf dem ehem. Domfriedhof nach Plänen von Stadtbaumeister Hans Dewitz;[2] heute saniertes Gymnasium Fridericianum Schwerin mit einem neuen 4-gesch. Anbau von um 2000
- Nr. 80: 4-gesch. verputztes Wohnhaus
- Nr. 87: 4-gesch. verklinkertes Eck-Wohnhaus (D); heute Ärztehaus
- Nr. 88: 2-gesch. Wohnhaus im Gründerzeitstil mit Praxen und mit Hintergebäude (D) sowie seitlichem Giebelrisalit
- Nr. 99: 3-gesch. Geschäftshaus (D)
- Nr. 100 / Marienplatz: 3-gesch. Schlosspark-Center der ECE von 1998 mit über 110 Läden und 18 Gastronomien auf 20.000 m² Verkaufsfläche
- Nr. 103: 2- und 3-gesch. Wohn- und Geschäftshaus (D)
- Nr. 105: 2- und 3-gesch. Wohn- und Geschäftshaus (D)

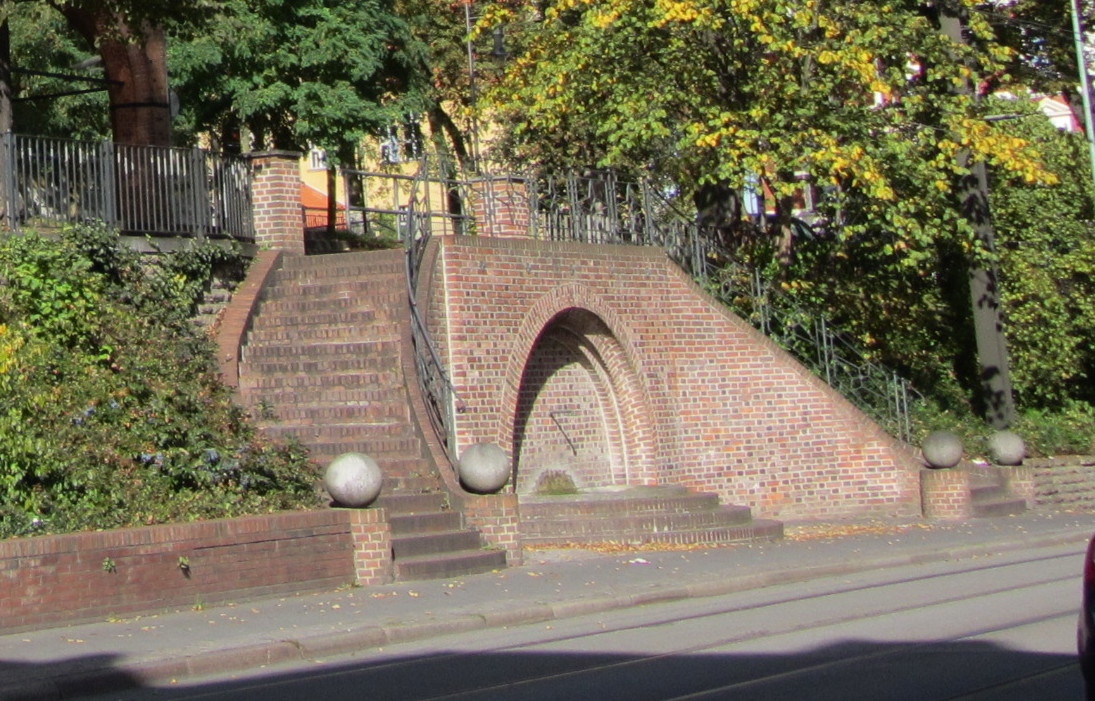
Trinkwasserbrunnen

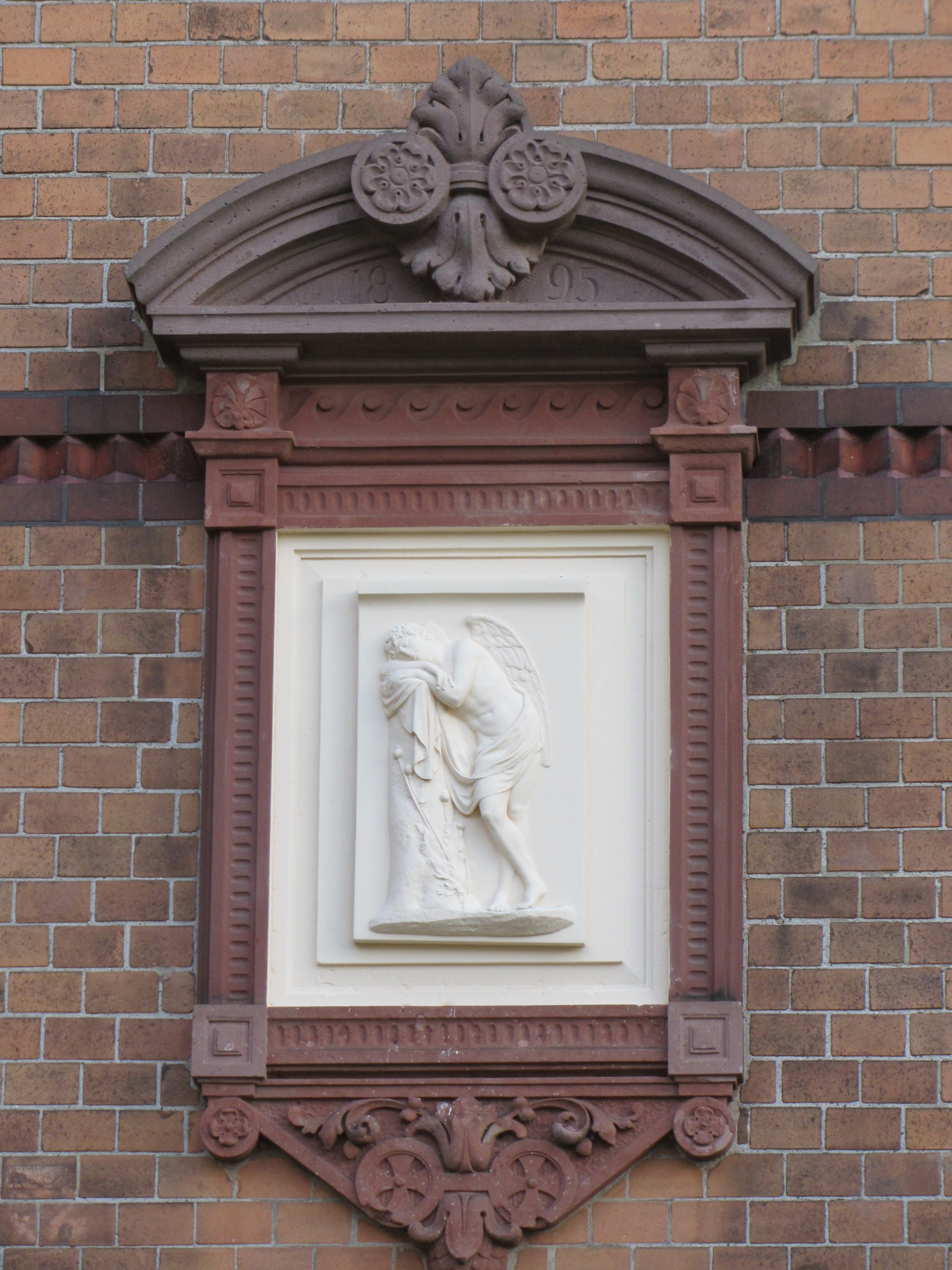
Nr. 1: Relief

### Denkmale, Gedenken
- Trinkwasserbrunnen mit der Freitreppe
- Relief bei Haus Nr. 1
- Stolpersteine Schwerin bei Gebäude
  - Nr. 15: Für Ina Salomon (1869–1942 im KZ)
  - Nr. 15: Für Lotte Stern (1901–1942) und Olga Stern (1876–1942) beide Suizid vor ihrer Deportation

## Literatur

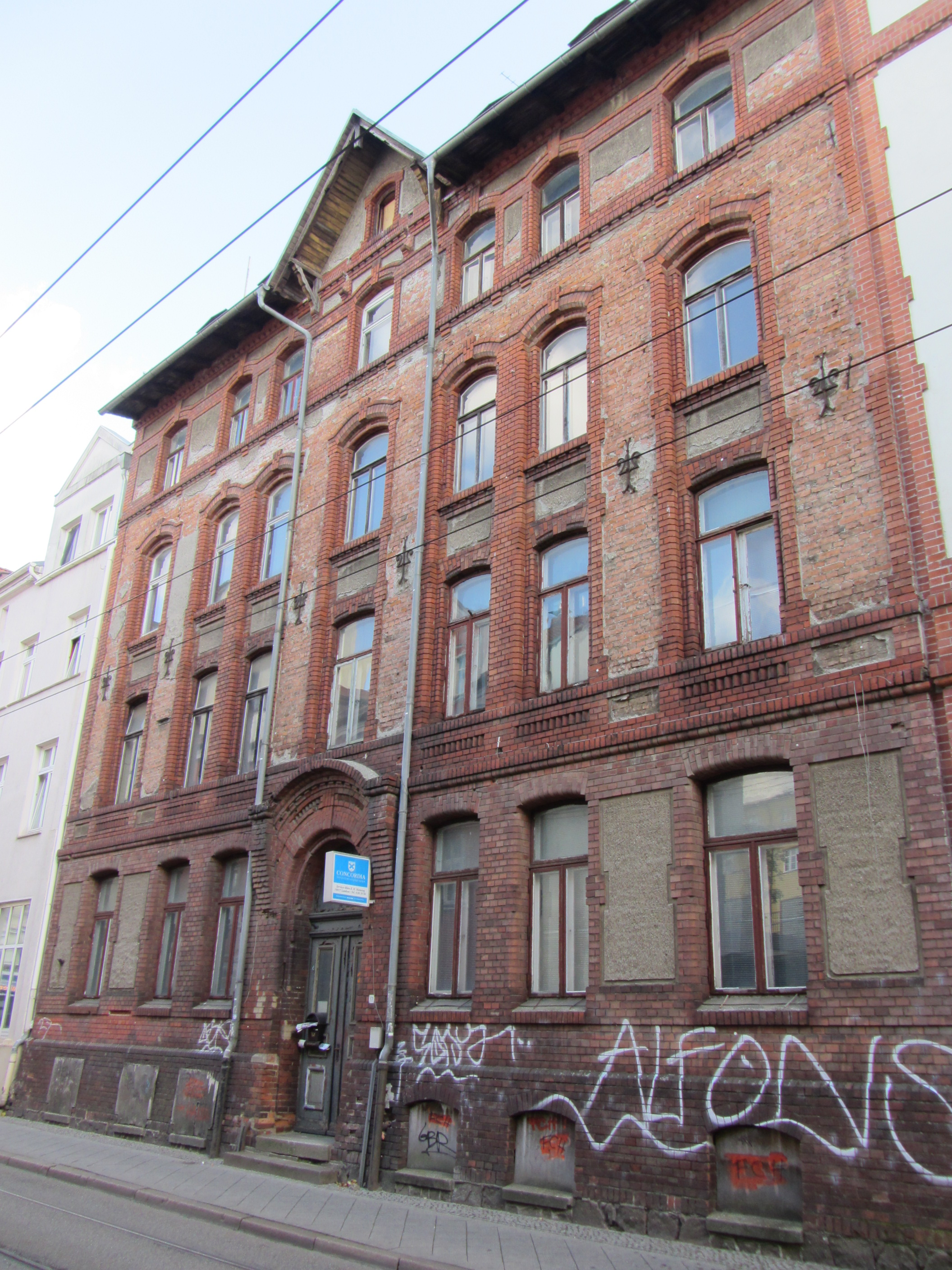
Nr. 17
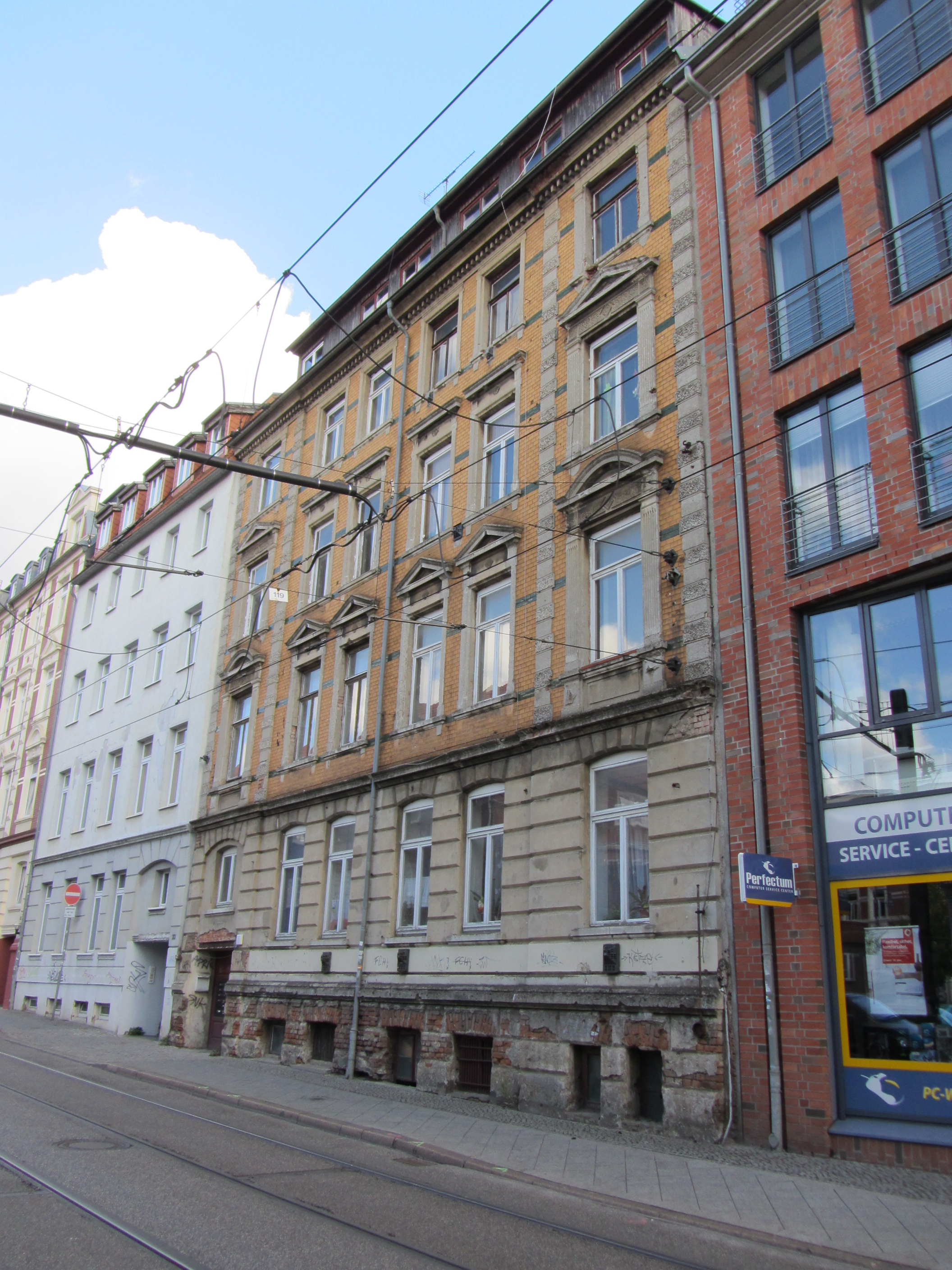
Nr. 31
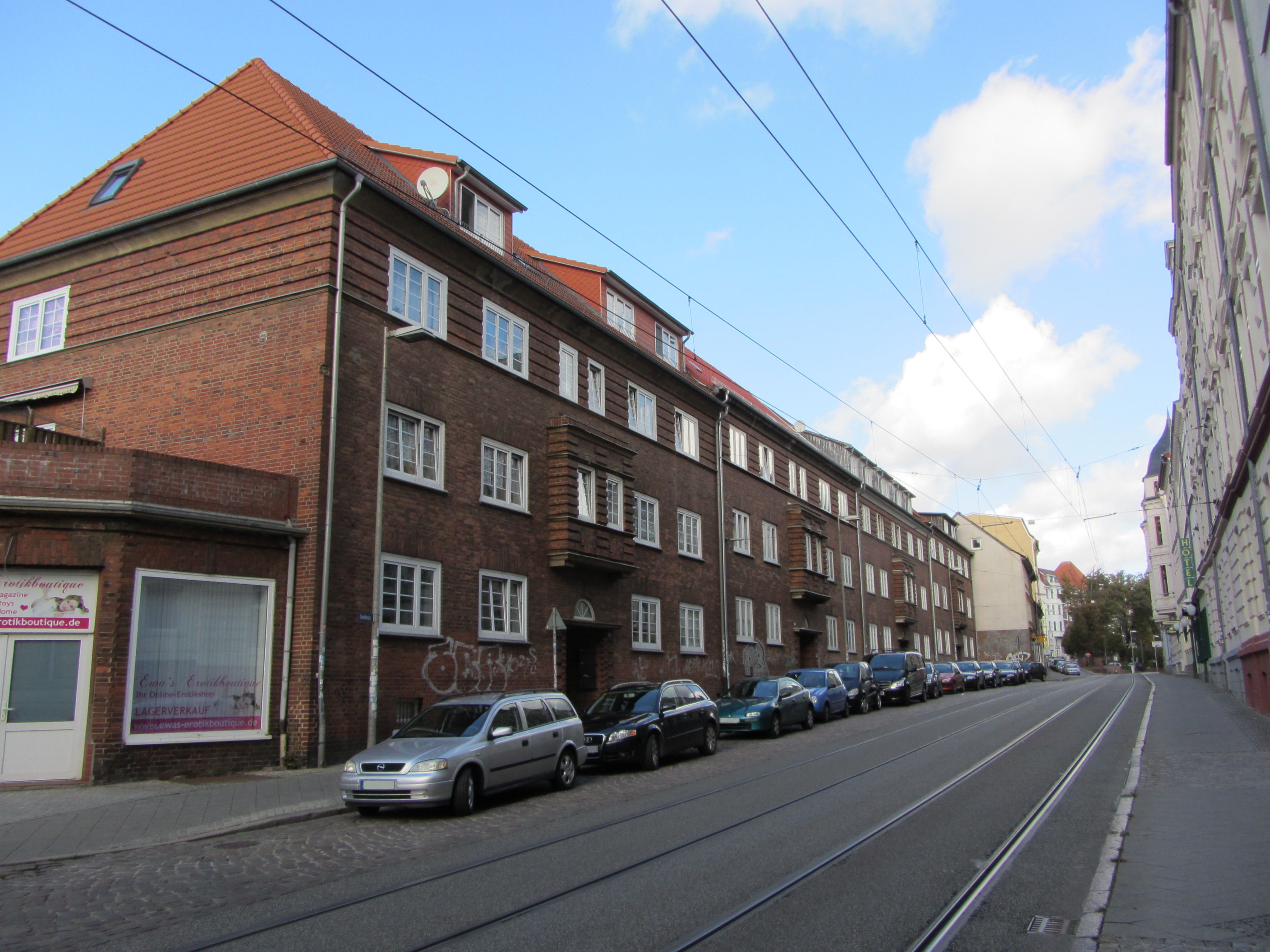
Nr. 32 bis 38
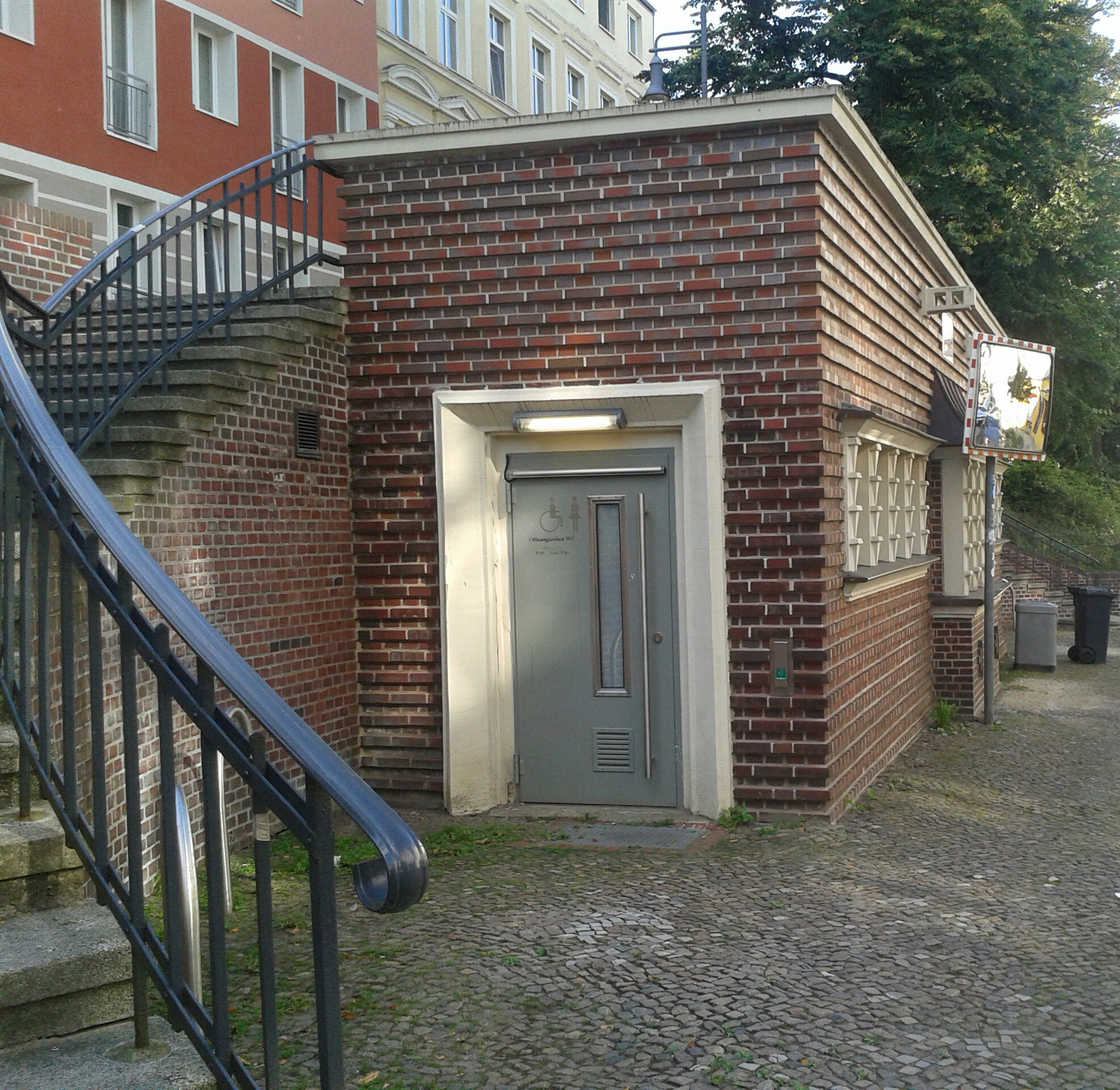
Öffentliches WC